# Az év francia labdarúgója

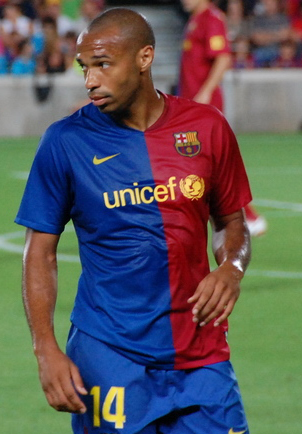
Thierry Henry nyerte el a legtöbbször, öt alkalommal a díjat.

Az év francia labdarúgója díjat 1959 óta adja át a France Football az adott évben legjobbnak vélt francia labdarúgó számára. Eredetileg csak a francia bajnokságban játszó francia játékosok voltak jogosultak a díjra, de 1996 óta a külföldön játszók is megkaphatják az elismerést. 2001 óta a korábbi díjazottak választják meg a győztest, addig a lap szerkesztői szavaztak. 2007 óta a zsűrinek egy 25 tagból álló jelöltlistából kell kiválasztaniuk a legjobbat, mégpedig úgy, hogy szavazataik szerint az első hat, a második négy, a harmadik pedig három pontot kap, majd ezek összesítése után alakul ki a végeredmény.
A díj nem egyenlő a France Football Étoile d’Or díjával, amelyet különböző kritériumok alapján kapott pontok szerint minden évben a Ligue 1 legjobbjának adnak át.

## Győztesek
| Év                                                            | Játékos                                       | Klub                                          |
| ------------------------------------------------------------- | --------------------------------------------- | --------------------------------------------- |
| 1959                                                          | Jules Sbroglia                                | Angers                                        |
| 1960                                                          | Raymond Kopa                                  | Reims                                         |
| 1961                                                          | Mahi Khennane                                 | Rennes                                        |
| 1962                                                          | André Lerond                                  | Stade Français                                |
| 1963                                                          | Yvon Douis                                    | Monaco                                        |
| 1964                                                          | Marcel Artelesa                               | Monaco                                        |
| 1965                                                          | Philippe Gondet                               | Nantes                                        |
| 1966                                                          | Philippe Gondet (2)                           | Nantes                                        |
| 1967                                                          | Bernard Bosquier                              | Saint-Étienne                                 |
| 1968                                                          | Bernard Bosquier (2)                          | Saint-Étienne                                 |
| 1969                                                          | Hervé Revelli                                 | Saint-Étienne                                 |
| 1970                                                          | Georges Carnus                                | Saint-Étienne                                 |
| 1971                                                          | Georges Carnus (2)                            | Saint-Étienne                                 |
| 1972                                                          | Marius Trésor                                 | Ajaccio                                       |
| 1973                                                          | Georges Bereta                                | Saint-Étienne                                 |
| 1974                                                          | Georges Bereta (2)                            | Saint-Étienne                                 |
| 1975                                                          | Jean-Marc Guillou                             | Angers                                        |
| 1976                                                          | Michel Platini                                | Nancy                                         |
| 1977                                                          | Michel Platini (2)                            | Nancy                                         |
| 1978                                                          | Jean Petit                                    | Monaco                                        |
| 1979                                                          | Maxime Bossis                                 | Nantes                                        |
| 1980                                                          | Jean-François Larios                          | Saint-Étienne                                 |
| 1981                                                          | Maxime Bossis (2)                             | Nantes                                        |
| 1982                                                          | Alain Giresse                                 | Bordeaux                                      |
| 1983                                                          | Alain Giresse                                 | Bordeaux                                      |
| 1984                                                          | Jean Tigana                                   | Bordeaux                                      |
| 1985                                                          | Luis Fernández                                | Paris Saint-Germain                           |
| 1986                                                          | Manuel Amoros                                 | Monaco                                        |
| 1987                                                          | Alain Giresse (3)                             | Marseille                                     |
| 1988                                                          | Stéphane Paille                               | Sochaux                                       |
| 1989                                                          | Jean-Pierre Papin                             | Marseille                                     |
| 1990                                                          | Laurent Blanc                                 | Montpellier                                   |
| 1991                                                          | Jean-Pierre Papin (2)                         | Marseille                                     |
| 1992                                                          | Alain Roche                                   | Auxerre Paris Saint-Germain                   |
| 1993                                                          | David Ginola                                  | Paris Saint-Germain                           |
| 1994                                                          | Bernard Lama                                  | Paris Saint-Germain                           |
| 1995                                                          | Vincent Guérin                                | Paris Saint-Germain                           |
| 1996                                                          | Didier Deschamps                              | Juventus                                      |
| 1997                                                          | Lilian Thuram                                 | Parma                                         |
| 1998                                                          | Zinédine Zidane                               | Juventus                                      |
| 1999                                                          | Sylvain Wiltord                               | Bordeaux                                      |
| 2000                                                          | Thierry Henry                                 | Arsenal                                       |
| 2001                                                          | Patrick Vieira                                | Arsenal                                       |
| 2002                                                          | Zinédine Zidane (2)                           | Real Madrid                                   |
| 2003                                                          | Thierry Henry                                 | Arsenal                                       |
| 2004                                                          | Thierry Henry                                 | Arsenal                                       |
| 2005                                                          | Thierry Henry                                 | Arsenal                                       |
| 2006                                                          | Thierry Henry (5)                             | Arsenal                                       |
| 2007                                                          | Franck Ribéry                                 | Marseille                                     |
| 2008                                                          | Franck Ribéry                                 | Bayern München                                |
| 2009                                                          | Yoann Gourcuff                                | Bordeaux                                      |
| 2010                                                          | Samir Nasri                                   | Arsenal                                       |
| 2011                                                          | Karim Benzema                                 | Real Madrid                                   |
| 2012                                                          | Karim Benzema                                 | Real Madrid                                   |
| 2013                                                          | Franck Ribéry (3)                             | Bayern München                                |
| 2014                                                          | Karim Benzema                                 | Real Madrid                                   |
| 2015                                                          | Blaise Matuidi                                | Paris Saint-Germain                           |
| 2016                                                          | Antoine Griezmann                             | Atlético de Madrid                            |
| 2017                                                          | N’Golo Kanté                                  | Chelsea                                       |
| 2018                                                          | Kylian Mbappé                                 | Paris Saint-Germain                           |
| 2019                                                          | Kylian Mbappé                                 | Paris Saint-Germain                           |
| 2020                                                          | A covid19 világjárvány miatt nem osztották ki | A covid19 világjárvány miatt nem osztották ki |
| 2021                                                          | Karim Benzema (4)                             | Real Madrid                                   |
| A szezonális formátum felváltotta az éves naptári formátumot. |                                               |                                               |
| 2022–23                                                       | Kylian Mbappé                                 | Paris Saint-Germain                           |
| 2023–24                                                       | Kylian Mbappé (4)                             | Paris Saint-Germain                           |

## Az év edzője
A France Football 1970-től az év legjobb edzőit is díjazta.
- 1970: Albert Batteux
- 1970: Mario Zatelli
- 1971: Kader Firoud
- 1971: Jean Prouff
- 1972: Jean Snella
- 1973: Robert Herbin
- 1974: Pierre Cahuzac
- 1975: Georges Huart
- 1976: Robert Herbin
- 1977: Pierre Cahuzac
- 1978: Gilbert Gress
- 1979: Michel Le Millinaire
- 1980: René Hauss
- 1981: Aimé Jacquet
- 1982: Michel Hidalgo
- 1983: Michel Le Milinaire
- 1984: Aimé Jacquet
- 1985: Jean-Claude Suaudeau
- 1986: Guy Roux
- 1987: Jean Fernández
- 1988: Guy Roux
- 1989: Gérard Gili
- 1990: Henryk Kasperczak
- 1991: Daniel Jeandupeux
- 1992: Jean-Claude Suaudeau
- 1993: Jean Fernández
- 1994: Jean-Claude Suaudeau
- 1995: Francis Smerecki
- 1996: Guy Roux
- 1997: Jean Tigana
- 1998: Aimé Jacquet
- 1999: Élie Baup
- 2000: Alex Dupont
- 2001: Vahid Halilhodžić
- 2002: Jacques Santini
- 2003: Didier Deschamps
- 2004: Paul Le Guen
- 2005: Claude Puel
- 2006: Pablo Correa
- 2007: Pablo Correa
- 2008: Arsène Wenger
- 2009: Laurent Blanc
- 2010: Didier Deschamps
- 2011: Rudi Garcia
- 2012: René Girard
- 2013: Rudi Garcia
- 2014: Rudi Garcia
- 2015: Laurent Blanc
- 2016: Zinédine Zidane
- 2017: Zinédine Zidane
- 2018: Didier Deschamps
- 2019: Christophe Galtier
- 2020: A covid19 világjárvány miatt nem osztották ki
- 2021: Christophe Galtier